# El Trío Mágico

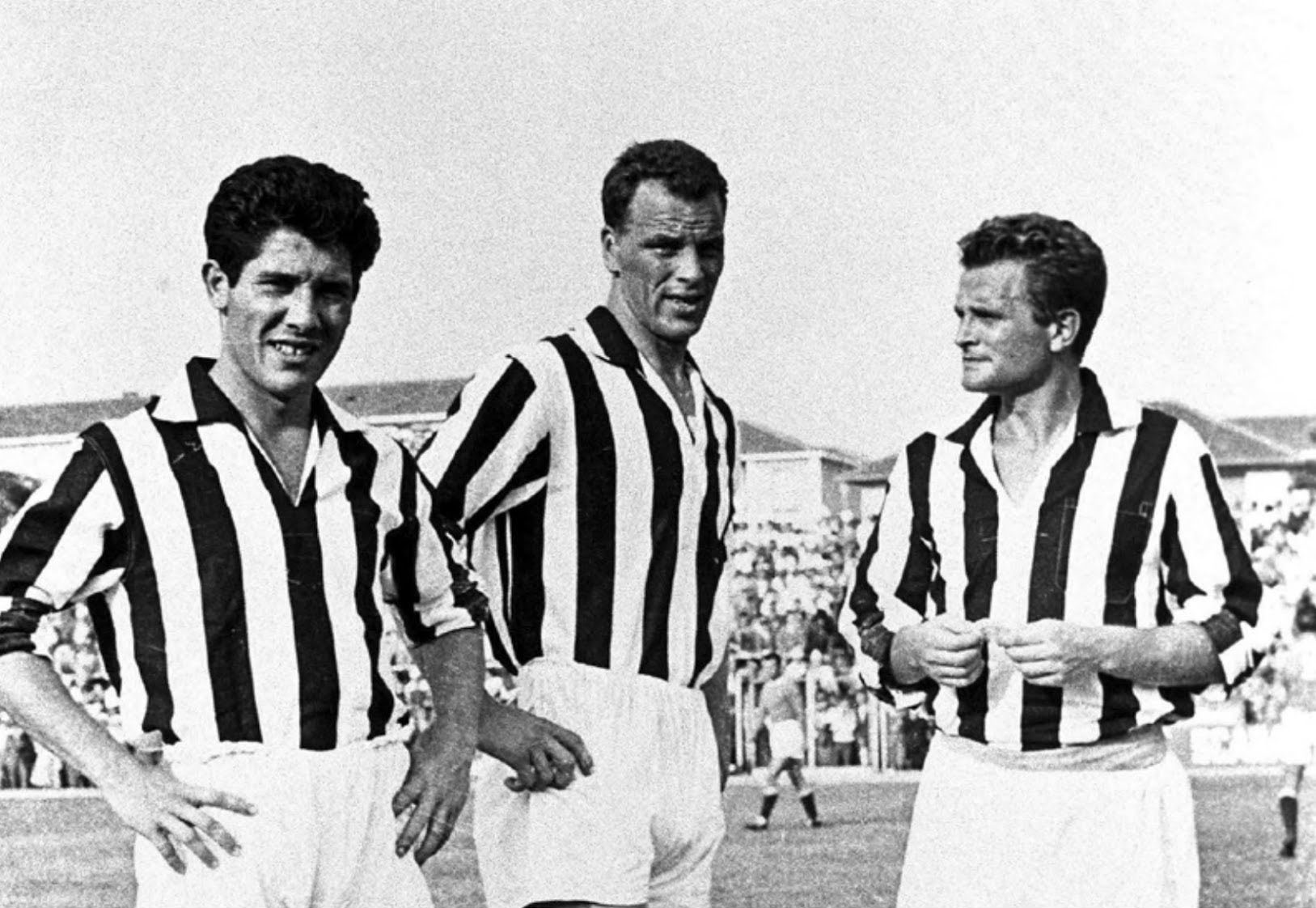
El Trío Mágico compuesto por Omar Sívori, John Charles y Giampiero Boniperti.

El Trío Mágico es la denominación de la legendaria delantera de la Juventus de Turín entre 1958 y 1961, conformado por Giampiero Boniperti (además, capitán del equipo), el argentino Enrique Omar Sívori y por el galés John Charles. 

## Origen
Tras los éxitos del club en 1950 y 1952 (crédito en parte a otra gran delantera bianconera liderada por el propio Boniperti, que le hizo frente a la famosa delantera GRE-NO-LI y que incluso marcaría 301 goles en el campeonato al cabo de esos años); llegarían 5 años de magros resultados para la entidad hasta que Umberto Agnelli, el hermano menor de Giovanni, tomase las riendas del club en 1957. Agnelli decidió devolverle toda su prestancia a la Vecchia Signora fichando para ello a algunos de los mejores jugadores de la época, quienes serían titulares del equipo hasta 1961 (en sociedad con Boniperti) a imagen y semejanza del cuadro de inicios de la década de 1950.
Enrique Omar Sívori, "El Cabezón", venía de ganar la Copa América con Argentina formando el trío de “Los Carasucias” (con Humberto Maschio y Antonio Angelillo) en 1957 y el campeonato nacional de 1955, 1956 y 1957 con River Plate, en una transacción que costó 10 millones de pesos argentinos; una cifra impensada para la época.
John William Charles, "The Good Giant", llegaría a la Juventus tras ser goleador en Inglaterra en 1956 (38 goles con el Leeds United) en un pase que costó 65.000 libras de la época.

## Sucesos destacados
La sociedad que se acababa de formar no pudo haber contado con mejor comienzo en la Liga Italiana en 1957: con 6 victorias consecutivas, uno de los más efectivos, poderosos y contundentes frentes de ataque que jamás hayan pisado una cancha de fútbol en el mundo demostraría su calidad y fuerza sembrando el terror en las defensas contrarias: la Juve marcaría “apenas” 235 goles en 4 años,un promedio de 59 goles por año, una efectividad no vista en la entidad desde 1952, repartidos en 96 goles en la temporada 1957-58 (de los cuales El Trío conquistó 58 goles (el 60,42%): 28 por Charles, il capocanniere, unos sorpresivos 8 por Boniperti, a quien el técnico Teobaldo Depetrini había retrasado unos metros su otrora labor de centrodelantero para darle mayor responsabilidad en la creación como un “jugador 10”, y 22 por Sívori); 91 goles en la temporada 1958-59 y 95 goles en la temporada 1959-60. Giampiero Boniperti, el emblema de la Juventus en esa época e ídolo de sus partidarios, Sivori y Charles, junto a Mattrel, Corradi, Garzena, Emoli, Ferrario, Colombo, Nicolè y Stacchini, encandilarían a los aficionados con su juego y pundonor y con sus títulos devolverían al club toda su gloria.

## Los éxitos y el fin de ciclo
Los títulos finalmente llegaron: tres Scudetti: 1957-58 (51 puntos y la Prima Stella d’Oro), 1959-60 (55 puntos y la Prima Doppieta) y 1960-61 y dos veces la Copa de Italia: 1959 y 1960. Un año después el Trío se desmembraría con la despedida de la práctica profesional de Boniperti tras 15 años de identificación con la camisa de “las cebras” y el retorno de John Charles, acaso el mejor jugador galés de siempre, al Leeds United. Sívori ficharía por el SSC Napoli en 1965.